# Free (canção de Train)
"Free" é o primeiro single da banda americana de rock Train.

## Faixas
CD Single:
1. "Free" (remix das rádios) 3:48
2. "Free" (versão do álbum) 3:58

## Paradas musicais
| Paradas (1998)                       | Melhor posição |
| ------------------------------------ | -------------- |
| Billboard Hot Mainstream Rock Tracks | 12             |